# Павлюкевич, Михаил Георгиевич
Михаил Георгиевич Павлюкевич род. (4 февраля 1949; РСФСР→СССР, Россия, Пермский край, Пермь — 26 мая 2021) — график, живописец, художник. Заслуженный художник Российской Федерации (2008), член Союза художников России (1989).

## Биография
Михаил родился 4 февраля 1949 в российском городе Пермь. 
В 1971 году окончил Пермский политехнический институт. 
В 1979 году окончил Ленинградское высшее художественно-промышленное училище им. В. И. Мухиной.
С 1980 года участник международных, республиканских, зональных, областных, а также городских художественных выставок.
В 1998, 1999, 2002 Являлся Лауреатом Областных премий по изобразительному искусству (совместно с Субботиной О.В.) за экспозиции выставок в Пермском областном краеведческом музее и Пермской государственной художественной галерее.
1990, 1995, 2000, 2002 года выдались для него персональными выставками.
Умер 26 мая 2021 на 73-м году жизни в городе Перми.

## Звания и заслуги
- Заслуженный художник Российской Федерации (2008)[13][14]
- Член Союза художников России (1989)[15]
- Лауреат Областной премии по изобразительному искусству (1999, 2002)[16]
- Лауреат премии И.С. Борисова за выставку «Берег». (2011)[17]

## Выставки

### Основные выставки
- «ПЕРМЬ – МОСКВА – СЕУЛ», Выставка  российских и корейских художников. ПГХГ. Пермь. 1998.[18]

- «ПЕРМСКИЙ ПРОЕКТ», Из цикла «Современное искусство Перми».

- Центральный выставочный зал. Пермь. 1999.

- «ЧЕРНОЕ  НА  БЕЛОМ», Выставка российских и немецких художников. ПГХГ. Пермь. 2000.[19]

- «ХУДОЖНИКИ ПРИКАМЬЯ», EXPO 2000. Германия, Ганновер. 2000.

- «ТИХАЯ ЖИЗНЬ». Галерея «Марис - Арт». Пермь. 2002.

- «ПРОГУЛКА ВДВОЕМ», Совместно с Ольгой Субботиной. Дом художника, Пермь. 2003.

- «ЗАТЕРЯННЫЙ МИР», Совместно с Ольгой Субботиной и Валерием Заровняных.[20]

- Галерея «Марис - Арт». Пермь. 2003.

- «МОСТ ДРУЖБЫ», Пермь – Луисвилль. Центральный выставочный зал. Пермь. 2004.

- «ОТРАЖЕНИЯ», Совместно с Ольгой Субботиной. Пермь. 2005.[21]

- «ИСТОКИ. ЗОЛОТОЕ  И КРАСНОЕ». Галерея «Дион». Чехия, Прага. 2005.

- «ХУДОЖНИКИ ПРИКАМЬЯ. XXI ВЕК».  ПГХГ. Пермь. 2005.

- «СОВРЕМЕННЫЕ ХУДОЖНИКИ ПРИКАМЬЯ». Уфа. 2007.[22]

- «СОВРЕМЕННЫЕ ХУДОЖНИКИ ПРИКАМЬЯ». Ижевск. 2007.

- «БАТИК И АКВАРЕЛЬ», Совместно с Ольгой Субботиной. Дом художника. Пермь. 2007.

- «ОТРАЖАЯ ПОТОК МИРОЗДАНИЯ...» Дом художника. Пермь. 2009.[23]

- «КОЛОВЕРТЬ», Выставка в рамках международного этнофутуристического фестиваля КАМWА.

- Арт-фойе отеля «УРАЛ». Пермь. 2009.

- «ВЕКТОР ПЕРМИ». Центральный выставочный зал. Пермь. 2009.[24]

- «ПРОСТРАНСТВА И ВОЗВРАЩЕНИЯ». Галерея «Марис - Арт». Пермь. 2009.

- «ИСКУССТВО ИДУЩЕЕ СКВОЗЬ ВРЕМЯ». ПГХГ. Пермь. 2009.

- «ВСЕ МУЗЫ В ГОСТИ К НАМ», Галерея «Марис - Арт». Пермь. 2010.[25]

- Арт-фестиваль «ЖИВАЯ ПЕРМЬ». Пермь. 2010.
- «В ОЖИДАНИИ ЧЕХОВА». Галерея «Марис - Арт». Пермь. 2010.
- «ОТКРЫТЫЕ ФОНДЫ». Музей современного искусства. Пермь. 2010.[26]
- «ЭКСПЕДИЦИЯ», Совместно с Ольгой Субботиной. ГРМ. Санкт-Петербург. 2010.
- «ПРАЗДНИЧНАЯ КУЛЬТУРА». Центральный выставочный зал. Пермь. 2010-2011.
- «Materia Prima». Италия. Милан. 2011.[27]
- «КОЛЛЕКЦИЯ» или «ПРОСТРАНСТВА И ВОЗВРАЩЕНИЯ II». Галерея «Марис - Арт». Пермь. 2011.
- «ИНТЕРПРЕТАЦИИ». Центральная городская библиотека им. А.С. Пушкина. Пермь. 2012.
- «АНТОЛОГИЯ ПЕЙЗАЖА». Галерея «Марис - Арт». Пермь. 2012.[28]
- «ОБРЕТЕНИЕ КРЫЛА». Галерея «Марис - Арт». Пермь. 2013.
- «ХРОНИКА ДВИЖЕНИЯ». PERMM. Пермь. 2014-2015.
- «ОКРАИНА». Гагерея «Марис - Арт». Пермь. 2014-2015.[29]

## Издательство
- Новый мир искусства.— Новый мир искусства, 2007.— 688с.
- Музей Пермской области: информационный справочник.— Пермский областной краеведческий музей, 2000.— 198с.
- Muzei Permskoĭ oblasti: without special title.— Permskiĭ oblastnoĭ kraevedcheskiĭ muzeĭ, 2000.— 204с.